# Cégep de Sainte-Foy
 (décembre 2023).

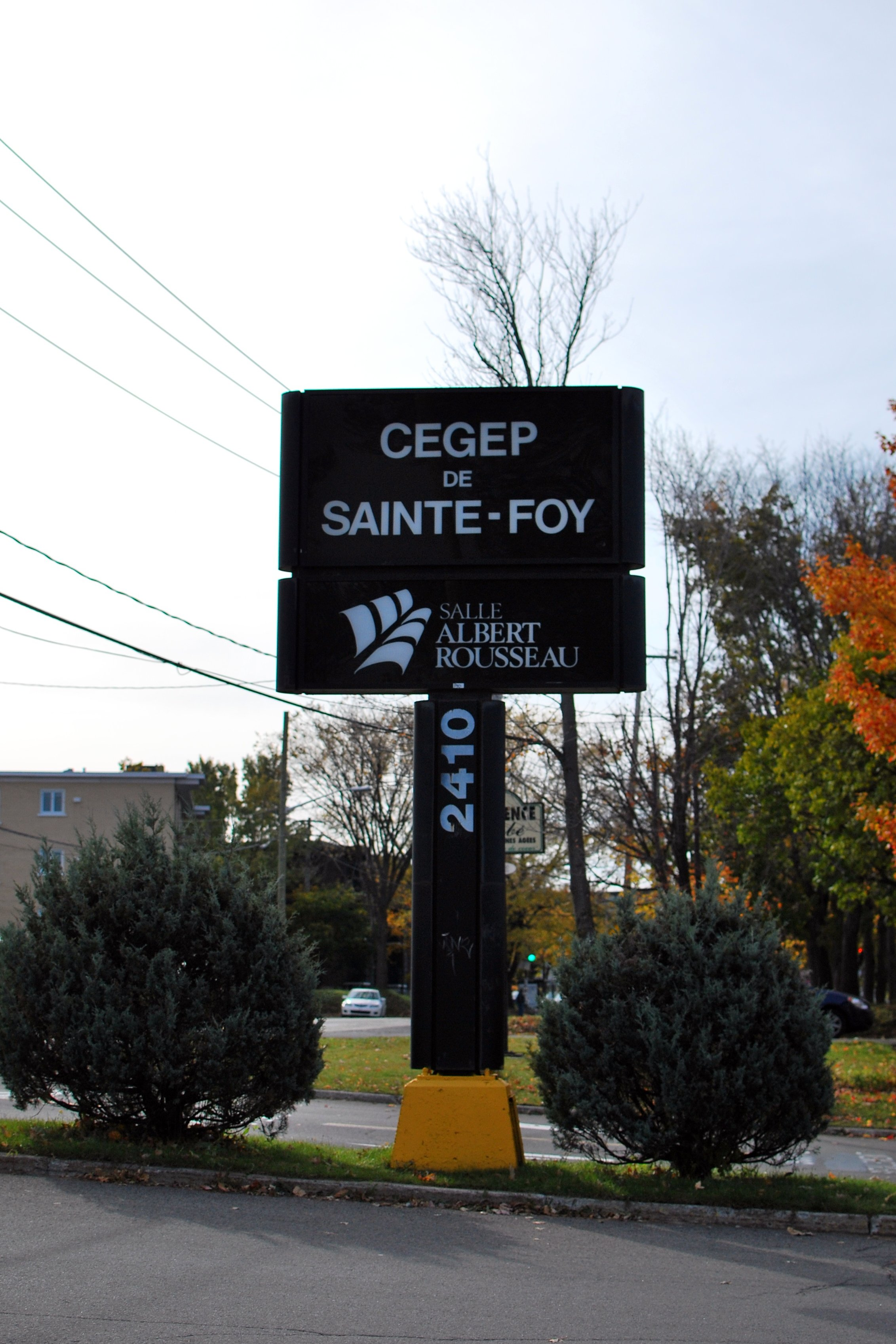
Panneau à l'entrée du Cégep de Sainte-Foy.

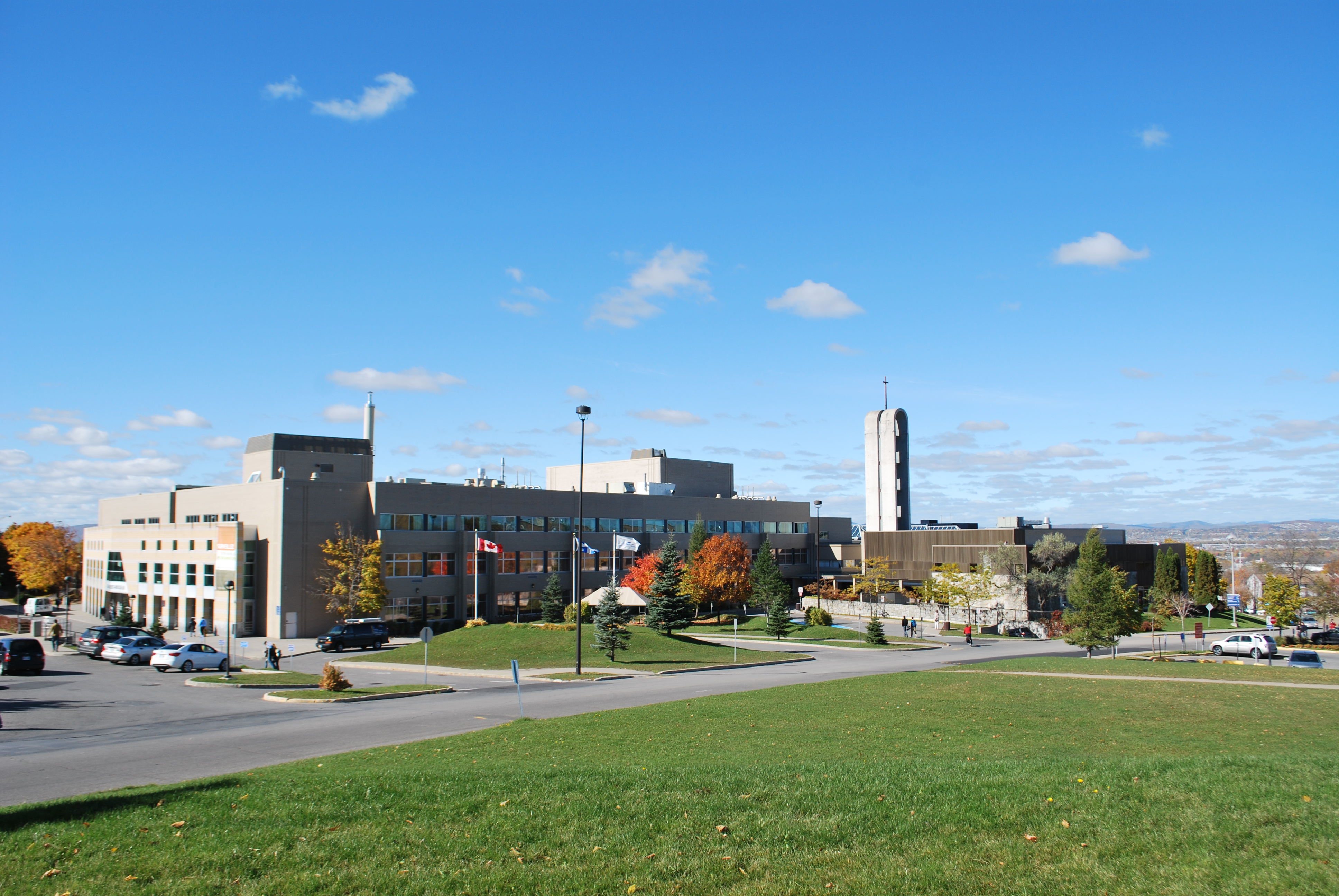
Campus du Cégep de Sainte-Foy.

Le Cégep de Sainte-Foy est un collège d'enseignement général et professionnel institué en 1967. Situé à Québec dans l'arrondissement Sainte-Foy–Sillery–Cap-Rouge, le collège accueille plus de 6 000 étudiants à l'enseignement régulier et à la formation continue, ce qui en fait le cégep le plus fréquenté de la région de Québec. Depuis l'automne 2021, c'est Nathalie Larose qui est en tête du poste de directrice générale.

## Histoire
En 1862, alors que l’instruction publique repose entre les mains de l’Église catholique romaine au Québec, les Frères des Écoles chrétiennes décident de fonder une école d'enseignement supérieur. Cette nouvelle institution, l'Académie de Québec, dispense les formations des cours classique, moderne, commercial ainsi que de l'école normale.
En 1925, à l'étroit dans leurs locaux du Vieux-Québec, les Frères commandent la construction d'un plus grand bâtiment sur des terres encore agricoles du village de Sainte-Foy. Aujourd'hui, cet endroit se nomme le Pavillon Montcalm et fut reconverti en 1976 en édifice locatif.
Durant la Révolution tranquille, le Québec entreprend la laïcisation et désire améliorer l'accès aux études supérieures. Le 29 juin 1967, le projet de loi 60 est adopté créant ainsi les douze premiers cégeps dont celui de Sainte-Foy. On entama ensuite la construction des pavillons actuels. La salle Albert-Rousseau se retrouve sur ce site.

## Programmes offerts

### DEC - Programmes préuniversitaires
- Arts et lettres
  - Arts visuels
  - Langues et cultures
  - Littérature et création
  - Cinéma et création
  - Musique
  - Musique et sciences de la nature
  - Musique et sciences humaines
  - Musique et sciences humaines (maths)
- Sciences de la nature
  - Profil régulier
  - Profil Environnement, vie et société
- Sciences, lettres et arts
- Histoire et civilisation
- Sciences humaines
  - Parcours Découverte (avec ou sans maths)
  - Parcours Gestion (avec maths)
  - Parcours Intervention sociale (sans maths)
  - Parcours Monde (sans maths)

### DEC - Programmes techniques
- Administration et informatique

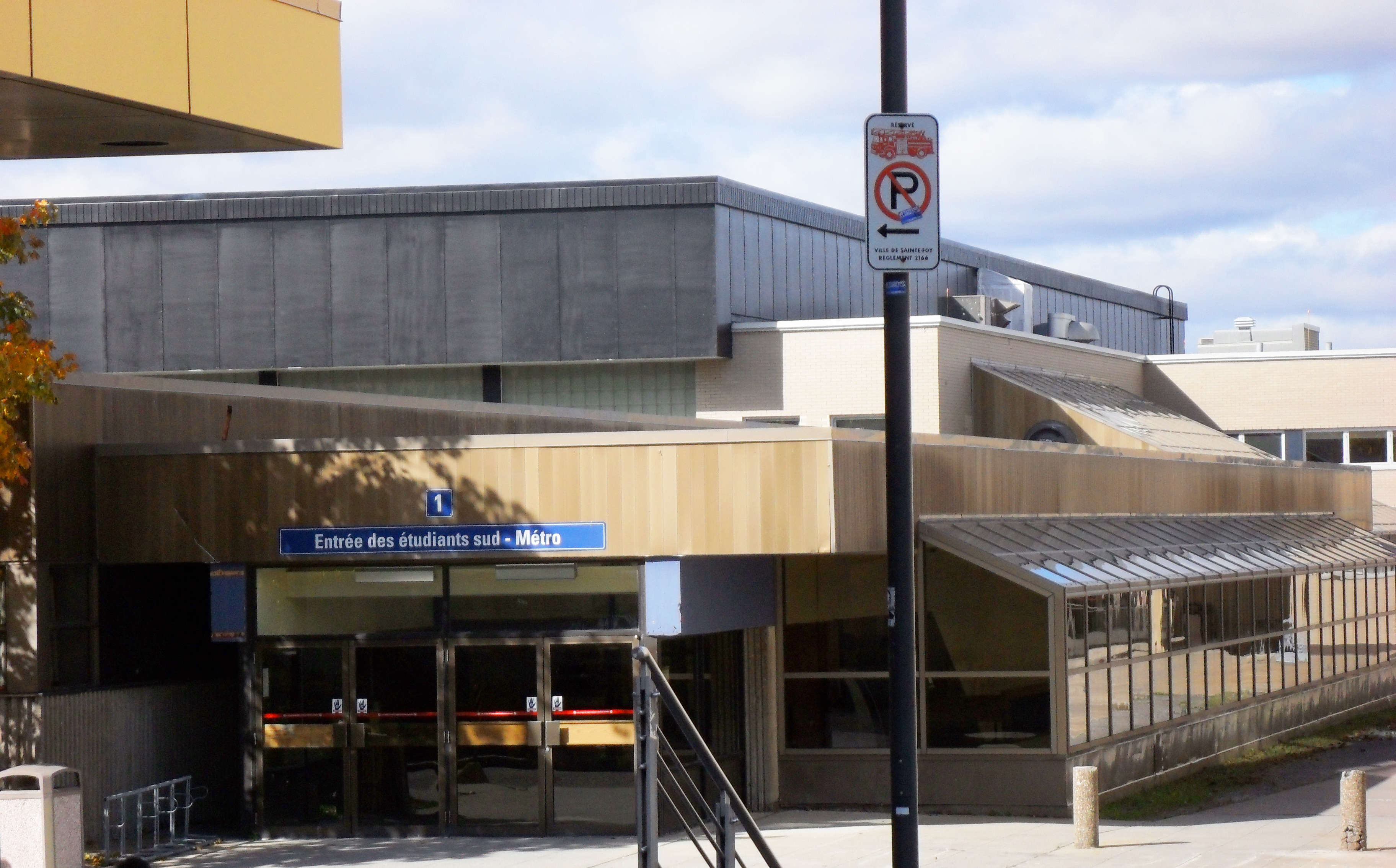
L'entrée principale (Sud - Métro) du pavillon M.

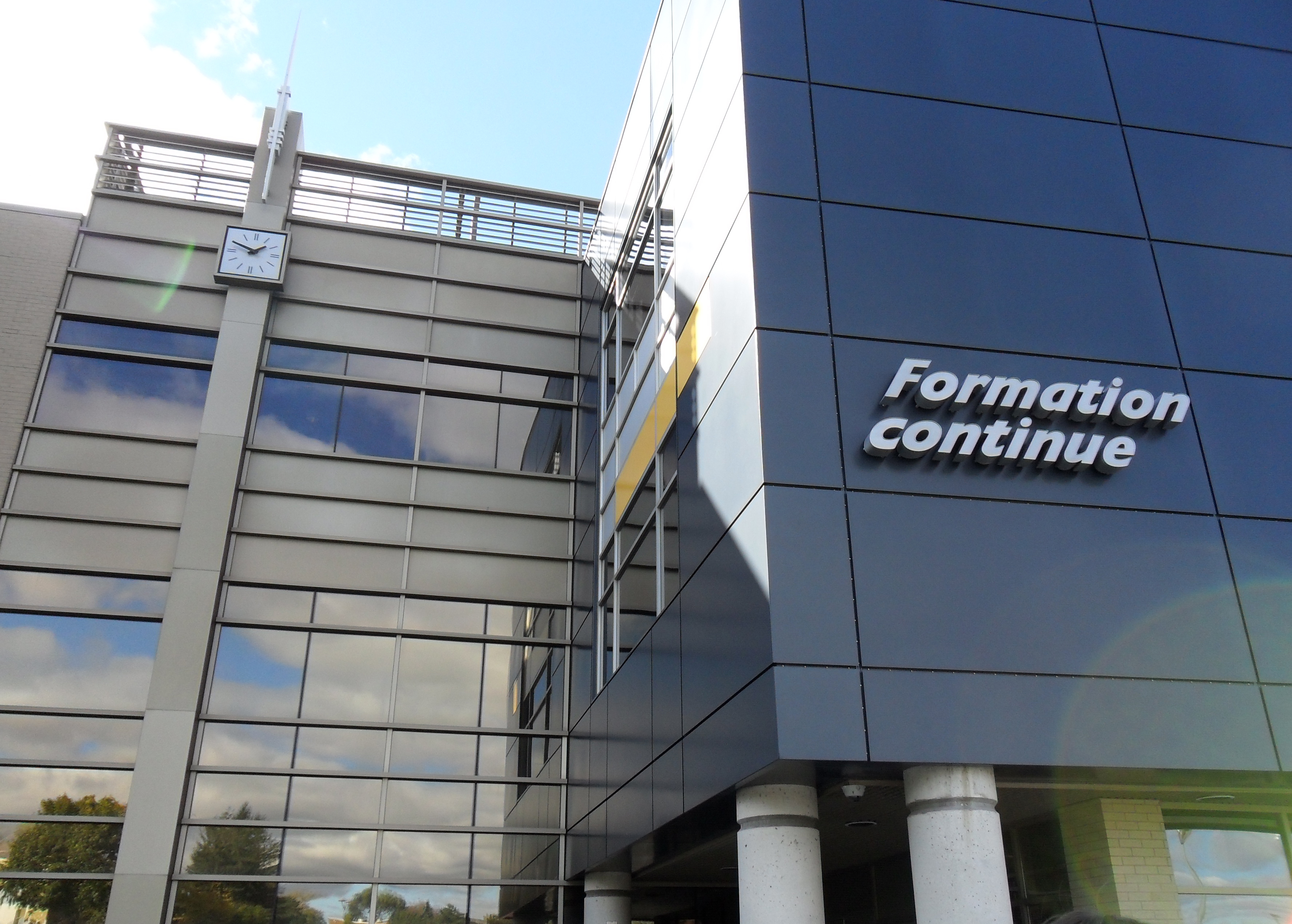
Le pavillon de la formation continue (pavillon P).

  - Techniques de services financiers et d'assurances (DEC-BAC)
  - Gestion commerciale
  - Techniques de comptabilité et de gestion
  - Techniques de l’informatique
  - Techniques d'intégration multimédia
- Arts et design
  - Danse-interprétation
  - Design de présentation
  - Design industriel
  - Graphisme
- Environnement, biologie et foresterie
  - Technique de bioécologie
  - Technologie forestière
- Santé
  - Soins infirmiers
  - Soins préhospitaliers d'urgence
  - Techniques d’inhalothérapie
  - Technologie d’analyses biomédicales
  - Technologie de radiodiagnostic
  - Technologie de radio-oncologie
  - Technologie de l'échographie médicale
- Techniques humaines
  - Techniques d’éducation à l’enfance programme régulier
  - Techniques d'éducation à l'enfance programme intensif
  - Techniques d’éducation spécialisée
  - Techniques de travail social

### PROGRAMME À TEMPS PLEIN(Site Web)
- Assurance de dommages des particuliers (AEC)
- Bureautique - adjoint administratif (AEC)
- Programmation, base de données et serveurs (AEC)
- Soins préhospitaliers d'urgence (DEC accéléré)
- Techniques de travail social (DEC accéléré)
- Techniques d'éducation spécialisée (DEC accéléré)
- Techniques d'éducation à l'enfance (DEC accéléré)

### PROGRAMME À TEMPS PARTIEL(Site Web)
- Certification collégiale en diversité et inclusion
- Certification collégiale en gestion de projet
- Outils de surveillance du développement des enfants (Autoformation)
- Programme de qualification en assurance de personne (PQAP) (Autoformation)
- Sécurité informatique - Sécurisation d'un parc informatique (AEC)
- Session Passerelle
- Certification collégiale en Situer l'enfant dans son développement et établir sa zone proximale de développement, des repères essentiels à la qualité éducative en SGÉE.
- Spécialisation technique en intellignece artificielle (AEC)
- Spécialisation technique en science des données et intelligence d'affaires (AEC)
- Techniques de gestion de projet (AEC)

### RAC - Reconnaissance des acquis et des compétences(Site Web)
- Bureautique - adjoint administratif (AEC)
- Design intégratif et interaction Web (AEC)
- Infrastructure réseau et sécurisation informatique (AEC)
- Graphisme (DEC)
- Soins préhospitaliers d'urgence (DEC)
- Techniques de travail social (DEC)
- Techniques d'éducation spécialisée (AEC et DEC)
- Techniques d'éducation à l'enfance (AEC et DEC)
- Techniques de gestion de projet (AEC)
- Techniques de l'informatique : Programmation, base de données et serveurs (AEC ou DEC)

## Départements
Le Cégep compte 31 départements :
- Administration et techniques administratives
- Arts plastiques
- Biologie et techniques de bioécologie
- Chimie
- Cinéma
- Civilisations anciennes, économique et géographie
- Conseil en assurances et services financiers
- Design de présentation
- Design industriel
- Éducation physique
- Esthétique, histoire de l'art et cinéma
- Français
- Histoire de l’art
- Imagerie médicale
- Informatique
- Langues
- Mathématiques
- Musique
- Philosophie
- Physique
- Psychologie
- Radio-oncologie
- Sciences humaines
- Soins infirmiers
- Techniques de communication
- Techniques d'éducation à l'enfance
- Techniques d'éducation spécialisée
- Techniques d'inhalothérapie
- Techniques de travail social
- Technologie d'analyses biomédicales
- Technologies du bois et de la forêt

## Équipes sportives

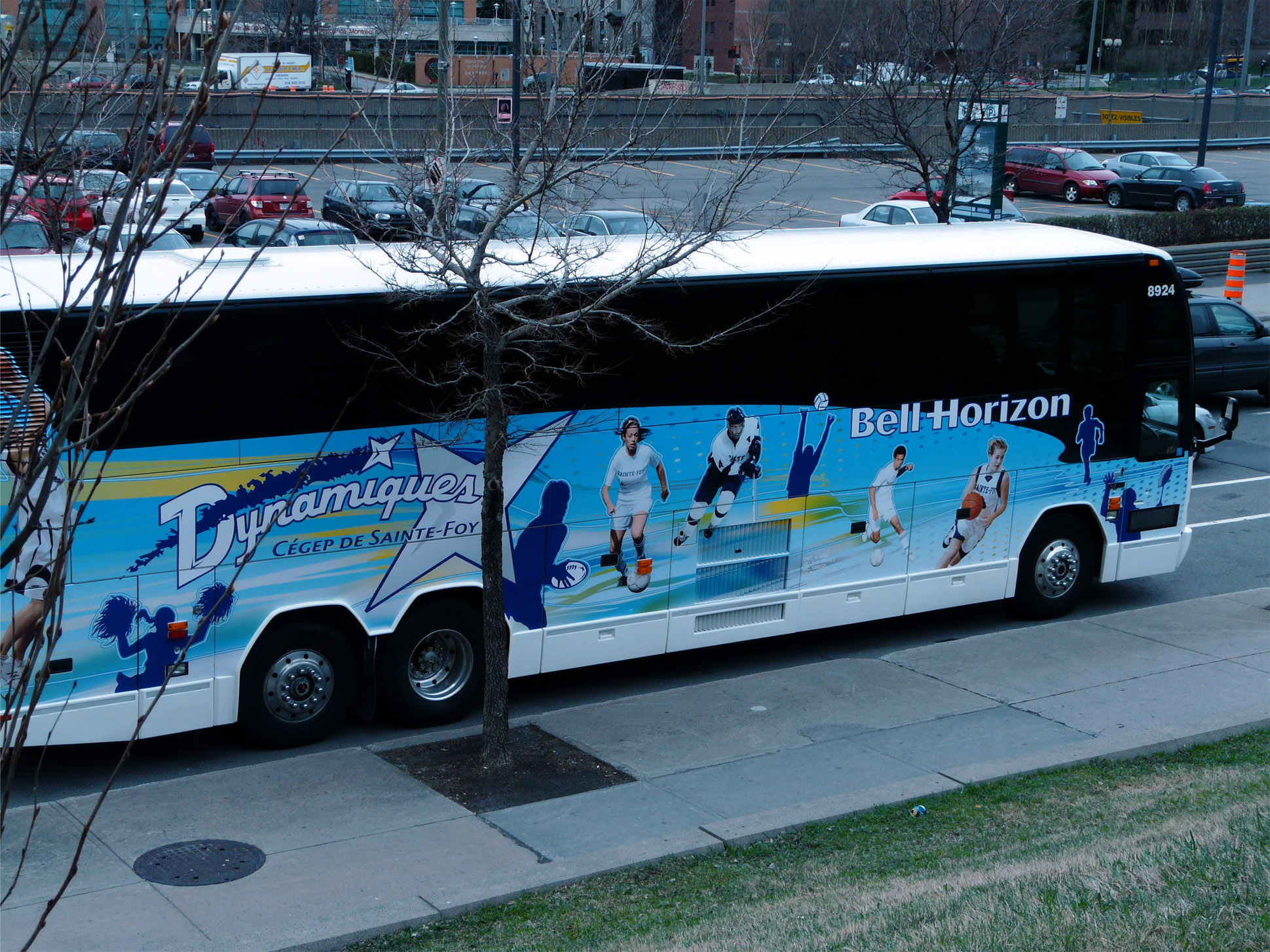
Autobus de l'équipe des Dynamiques.

Le programme inter-collégial du Cégep de Sainte-Foy existe depuis 1972. On[Qui ?] l'appelle le programme Dynamiques du même nom que toutes les équipes sportives du Cégep de Sainte-Foy. Plus de trois mille athlètes ont porté les couleurs bleu et blanc de l'équipe dans des compétitions autant régionales, provinciales que nationales. Le programme comprend 14 équipes qui compétitionnent sur 3 niveaux différents soit la division 3 (ancien A), la division 2 (ancien AA) et la division 1, plus haut niveau sportif dans le sport étudiant collégial au Québec (ancien AAA).

## Association étudiante
L’Association étudiante, organisme indépendant du Cégep de Sainte-Foy, existe depuis 1973 et représente tous les étudiants. Elle a trois grandes sphères de travail : offrir des services à ses membres, défendre leurs droits ainsi que faire valoir leurs intérêts socio-politiques à l’intérieur et à l’extérieur des murs du Cégep.